# Krystyna Drohojowska
Krystyna Drohojowska, zwana Krzysią – późniejsza Krystyna Ketling of Elgin, jedna z kluczowych postaci kobiecych w powieści Henryka Sienkiewicza Pan Wołodyjowski. W filmie Pan Wołodyjowski oraz serialu Przygody pana Michała odtwarzana przez Barbarę Brylską.
W powieści ma czarne włosy, bladą cerę i błękitne oczy. Jest wysoka, spokojna i zamyślona. 

## Życiorys
W 1668 roku przybyła wraz ze stolnikową Makowiecką i Basią Jeziorkowską na sejm konwokacyjny do Warszawy. Tam Zagłoba dość nieudolnie próbował zeswatać Michała Wołodyjowskiego z Basią Jeziorkowską, gdyż Michał wówczas był zakochany w Krzysi. Ona początkowo odwzajemniała jego uczucie, ale tylko do czasu poznania Ketlinga, w którym zakochała się bez pamięci. Ketling poprosił ją po jakimś czasie o rękę, ale ona odmówiła ze względu na słowo dane Michałowi. Postanowiła ofiarować się zakonowi. Całą sytuację „uratowała” Basia, która w gniewie wyjawiła prawdę o wzajemnym uczuciu Krzysi z Ketlingiem panu Michałowi. Pan Wołodyjowski, początkowo wzburzony, ruszył w pościg za Ketlngiem, jednak wybaczył przyjacielowi i oddał Krzysię Ketlingowi, a ostatecznie Basia wyznała miłość Wołodyjowskiemu.
Po ślubie Krzysia i Ketling wyjechali do Kurlandii. Doczekali się syna, ale ich wspólne, pełne radości życie przerwał rozkaz hetmański, by Hassling bronił wraz z Wołodyjowskim Kamieńca Podolskiego. Ketling zginął podczas oblężenia wraz z panem Michałem, wysadzając zamek.